# クイズ! 正義の選択
『クイズ！ 正義の選択』（クイズ せいぎのせんたく）は、杉野アキユキによる日本の漫画作品。「Bバンチ」（新潮社）にて、2017年9月28日から連載し、「くらげバンチ」（同）に移籍して2021年4月13日から2022年2月1日まで連載された。作者の杉野にとって、初の連載作品である。

## 作品概要
ジャンルはクイズ番組。
本作のクイズ番組は参加者が2人おり、片方は青の回答席に属し、もう片方は赤の回答席に属する。まず2人の参加者はそれぞれ希望の報酬を提示する。その後にクイズが出され、二人の回答が同じなら青の回答席の参加者が希望の報酬を獲得でき、二人の回答が異なれば赤の回答席の参加者が希望の報酬を獲得できる。クイズが出されている間は15分の相談タイムがありあ2人の参加者が相談しあえる。希望の報酬が得られなかった方は代償を払う事となる。代償については番組側が参加者の希望の報酬を考慮して決め、代償は番組当日に公開される。参加者が番組をキャンセルするには違約金として1000万円払う必要がある。

## 登場人物
神矢正義（かみや せいぎ）
1巻から3巻までの主人公である男。本作の番組の司会者。
天道鏡平（てんどう きょうへい）
4巻以降の主人公である男。31歳。本作の番組で神矢正義の代わりに新たな司会者となった男。

## 書誌情報
- 杉野アキユキ『クイズ！ 正義の選択』新潮社〈BUNCH COMICS〉、既刊3巻（2019年4月9日現在）/ 全10巻（電子書籍）
  1. 2018年6月9日発売[6]、ISBN 978-4-10-772084-9
  2. 2018年10月9日発売[7]、ISBN 978-4-10-772122-8
  3. 2019年4月9日発売[8]、ISBN 978-4-10-772173-0
  4. 2019年11月9日配信[9]（電子書籍）
  5. 2020年4月9日配信[10]（電子書籍）
  6. 2020年8月6日配信[11]（電子書籍）
  7. 2021年1月9日配信[12]（電子書籍）
  8. 2021年6月9日配信[13]（電子書籍）
  9. 2021年11月9日配信[14]（電子書籍）
  10. 2022年3月9日配信[15]（電子書籍）